# Sticherus hispidus
Sticherus hispidus là một loài dương xỉ trong họ Gleicheniaceae. Loài này được Mett. ex Kuhn Copel. mô tả khoa học đầu tiên năm 1947.